# هشتاد و یکمین دوره جشنواره بین‌المللی فیلم ونیز
هشتاد و یکمین دورهٔ جشنواره بین‌المللی فیلم ونیز از ۲۸ اوت تا ۷ سپتامبر ۲۰۲۴ در ونیز لیدو در ایتالیا برگزار شد.
ایزابل هوپر، بازیگر فرانسوی، رئیس هیئت داوران بخش مسابقه اصلی بود. سووا آلویتی، بازیگر و مدل ایتالیایی، اجرای مراسم افتتاحیه و اختتامیه را بر عهده داشت. شیر طلایی به فیلم اتاق کناری ساختهٔ پدرو آلمودوار اهدا شد.
پیتر ویر، فیلمساز استرالیایی، و سیگورنی ویور، بازیگر آمریکایی، در این جشنواره، شیر طلایی را برای یک عمر دستاورد هنری دریافت کردند.
جشنواره با فیلم بیتل‌جویس اثر تیم برتون افتتاح و با فیلم حیاط خلوت آمریکایی اثر پوپی آواتی به پایان رسید.

## هیئت داوران

### مسابقه اصلی
- ایزابل هوپر بازیگر فرانسوی - رئیس هیئت داوران[۸]
- جیمز گری، فیلمساز آمریکایی[۹]
- اندرو هیگ، فیلمساز بریتانیایی
- آگنیشکا هالند، فیلمساز لهستانی
- کلبر مندونسا فیلهو، فیلمساز، تهیه‌کننده و منتقد فیلم برزیلی
- عبدالرحمن سیساکو، فیلمساز موریتانیایی
- جوزپه تورناتوره، فیلمساز ایتالیایی
- جولیا فون هاینز، فیلمساز آلمانی
- ژانگ زی یی، بازیگر چینی

### افق‌ها (Orizzonti)
- دبرا گرانیک، فیلمساز و فیلمبردار آمریکایی - رئیس هیئت داوران[۱۰]
- علی عسگری، فیلمساز و تهیه‌کننده ایرانی
- سودده کادان، فیلمساز سوری
- کریستوس نیکو، فیلمساز یونانی
- تووا نووتنی، بازیگر و کارگردان سوئدی
- گابور ریس، فیلمساز مجارستانی
- والیا سانتلا، فیلمساز ایتالیایی

## جوایز رسمی

### مسابقه اصلی
- شیر طلایی: اتاق کناری اثر پدرو آلمودوار[۱۱]
- جایزه بزرگ هیئت داوران: ورمیلیو به کارگردانی مورا دلپرو
- جایزه ویژه هیئت داوران: آوریل اثر دیا کولومبگاشویلی
- شیر نقره‌ای: بردی کوربت برای فیلم «بروتالیست»
- جام ولپی برای بهترین بازیگر زن: نیکول کیدمن برای فیلم بیبی‌گرل
- جام ولپی برای بهترین بازیگر مرد: وینسنت لیندون برای فیلم پسر آرام
- بهترین فیلمنامه: موریلو هاوزر و هیتور لورگا برای «من هنوز اینجا هستم»
- جایزه مارچلو ماسترویانی: پل کیرشر برای «و فرزندانشان پس از آنها»

### شیر طلایی برای یک عمر دستاورد هنری
- پیتر ویر[۱۲]
- سیگورنی ویور[۱۳]

### افق‌ها
- بهترین فیلم: «سال نویی که هرگز نیامد» ساخته بوگدان مورشانو
- بهترین کارگردان: سارا فریدلند برای فیلم «لمس آشنا»
- جایزه ویژه هیئت داوران: «روزی از آن روزها که همی می‌میرد» به کارگردانی مراد فیرات‌اوغلو
- بهترین بازیگر زن: کاتلین چالفانت برای «لمس آشنا»
- بهترین بازیگر مرد: فرانچسکو ققی برای فامیلیا
- بهترین فیلمنامه: اسکندر کوپتی برای فیلم تعطیلات مبارک
- بهترین فیلم کوتاه: «چه کسی خورشید را دوست دارد» ساخته ارشیا شکیبا

### اوریزونتی اکسترا
- جایزه تماشاگران: «شاهد» ساخته نادر ساعی‌ور